# Rio Goiatá
Rio Goiatá är ett vattendrag i Brasilien.   Det ligger i delstaten Pernambuco, i den östra delen av landet, 1 600 km nordost om huvudstaden Brasília.
Omgivningarna runt Rio Goiatá är en mosaik av jordbruksmark och naturlig växtlighet. Runt Rio Goiatá är det ganska tätbefolkat, med 172 invånare per kvadratkilometer.